# منهج مونتيسوري
|  | يجري الآن نقاش حول نقل صفحة منهج مونتيسوري إلى تعليم مونتيسوري. جار التوصل إلى اتفاق بشأن النقل في صفحة طلبات النقل. |

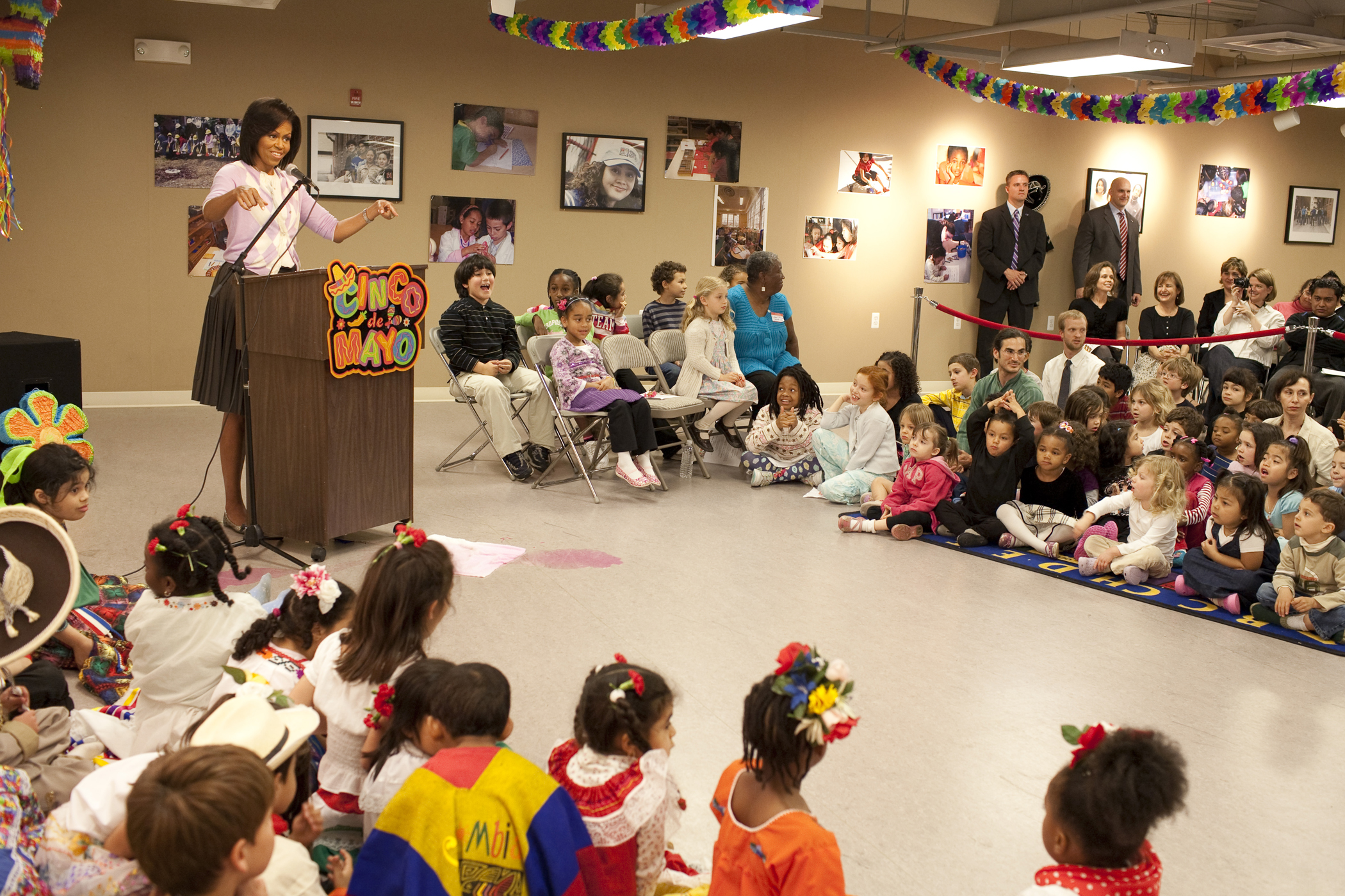
ميشيل أوباما في مدرسة مونتيسوري اللاتينية العامة ثنائية اللغة في أمريكا اللاتينية.

طريقة مونتيسوري في التعليم هي نوع من الأساليب التعليمية التي تتضمن اهتمامات وأنشطة الأطفال الطبيعية بدلاً من أساليب التدريس الرسمية. يركز الفصل الدراسي في مونتيسوري على التعلم العملي وتطوير مهارات العالم الحقيقي. ويؤكد على الاستقلال وينظر إلى الأطفال على أنهم متحمسون بشكل طبيعي للمعرفة وقادرون على بدء التعلم في بيئة تعليمية داعمة ومعدة جيدًا. فهو لا يشجع بعض المقاييس التقليدية للإنجاز، مثل الدرجات والاختبارات.
بدأت هذه الطريقة في أوائل القرن العشرين على يد الطبيبة الإيطالية ماريا مونتيسوري، التي طورت نظرياتها من خلال التجارب العلمية مع طلابها؛ ومنذ ذلك الحين استخدمت هذه الطريقة في أجزاء كثيرة من العالم، في المدارس العامة والخاصة على حدٍ سواء.
توجد مجموعة من الممارسات تحت اسم "مونتيسوري"، وهي ليست علامة تجارية. تشمل العناصر الشائعة فصول دراسية متعددة الأعمار، وحرية الطلاب (بما في ذلك اختياراتهم للأنشطة)، وفترات طويلة من وقت العمل دون انقطاع، ومعلمين مدربين تدريبًا خاصًا، وبيئة مُجهزة. معظم الدراسات العلمية المتعلقة بطريقة مونتيسوري إيجابية، حيث تشير مراجعة عام 2017 إلى وجود "أدلة واسعة" على فعاليتها.

## لمحة تاريخية

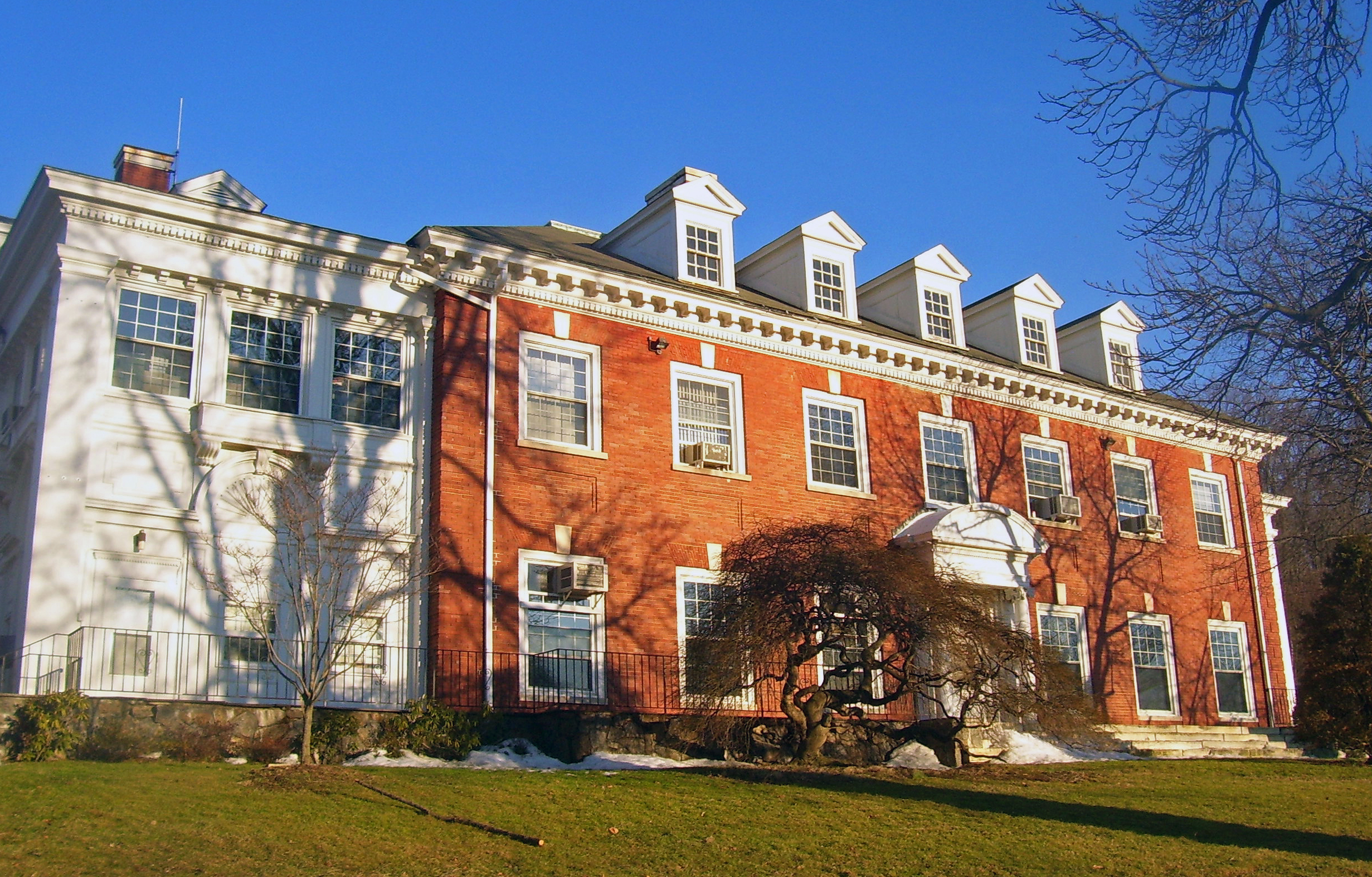
مدرسة سكاربورو في قصر إدوارد هاردن، سليبي هالو (نيويورك)، المدرجة في السجل الوطني للأماكن التاريخية كموقع لأول مدرسة أمريكية لمونتيسوري عام 1911.

في مستهل مشوارها، رفضت ماريا مونتيسوري مهنة التدريس كونها أحد الفرص المحدودة المتاحة عمليًا للنساء في تلك الفترة الزمنية. فتخصصت طبيبًا في مجالي طب الأطفال وطب الأمراض العقلية.  تعد مونتيسوري من أوائل النساء في إيطاليا ممن تخصصوا في مجال الطب في القرن التاسع عشر. في عام 1897، خطت مونتيسوري أولى خطواتها في مجال التعليم، فبدأت بتطوير فلسفتها وأساليبها التعليمية، علاوةً على انضمامها لجامعة روما لحضور محاضرات في علم التربية، وتعلمها لـ النظرية التعليمية. في وقتٍ معين من دراستها في روما تحت إشراف مدرس، وفي إحدى زياراتها للمصحات العقلية لامست مونتيسوري حاجة الأطفال المحتجزين إلى مزيد من التحفيز من بيئتهم. افتتحت مونتيسوري في عام 1907 أول حجرة دراسية تحت إدارتها في مبنى سكني في روما، أطلقت عليه اسم: (بيت الأطفال) في الإيطالية: (Casa dei Bambini)، في الإنجليزية: (Children' s House). منذ بداية عملها، استندت مونتيسوري على ملاحظاتها حول تصرفات الأطفال، وتفاعلهم مع البيئة والمواد والدروس المتاحة لهم. وكثيرًا ما كانت تشير إلى عملها بانَّه (تنشيئٌّ علمي).
في عام 1901، التقت ماريا مونتيسوري بالمُصلحين التعليميين البارزين أليس وليوبولدو فرانشيتي. دُعيت ماريا مونتيسوري لعقد دورة تدريبية للمعلمين، (وهي أول دورة تعليمية لها)، ولانشاء (بيت الأطفال) في فيلا مونتيسكا، المنزل لـ فرانكيتيس في تشيتا دي كاستيلو. قضت ماريا عامان مع الفرانكيتيس، صقلت فيهم أساليبها ومنهجيتها التعليمية بمساعدة أليس فرانشيتي. وثقت مونتيسوري نظرياتها تحت عنوان (طريقة التربية العلمية) عام 1909، (ترجمت لاحقًا في 1912 إلى الإنجليزية باسم طريقة مونتيسوري).
عام 1912، توسعت طريقة مونتيسوري التعليمية نحو الولايات المتحدة، وحظيت طريقتها بمعرفة واسعة هناك من خلال المنشورات الشعبية والتعليمية. لاحقًا في 1913، أسس كل من نارسيسا كوكس فاندرليب وفرانك أ. فاندرليب مدرسة سكاربور، (المدرسة الأولى على طريقة مونتيسوري في التعليم في الولايات المتحدة).  برغم الشهرة الواسعة للطريقة؛ إلا أنها أحدثت صراعًا بين ماريا مونتيسوري والمؤسسة التعليمية الأمريكية. وقد أدى الكتيب النقدي الذي نشر عام 1914 تحت عنوان (فحص نظام مونتيسوري) للمعلم التربوي المؤثر ويليام هيرد كيلباتريك إلى الحد من انتشار أفكار مونتيسوري، وتراجعت بعد العام 1914. عاد تعليم مونتيسوري بعد ذلك إلى الولايات المتحدة سنة 1960، وانتشر منذ ذلك الحين إلى آلاف المدارس هناك. وعلى السياق ذاته، واصلت مونتيسوري توسيع عملها خلال حياتها، حيث طورت نموذجًا شاملًا للوعي النفسي: من الولادة إلى سن 24 عامًا. بالإضافة إلى مناهج تعليمية للأطفال من سن 0 إلى 3 سنوات، ومن 3 إلى 6 سنوات، ومن 6 إلى 12 عامًا.
اشتهرت طريقة مونتيسوري التعليمية في مختلف أنحاء العالم، لتشمل جنوب شرق آسيا، والهند حيث اعتقلت ماريا مونتيسوري وذلك في الحرب العالمية الثانية. في أكتوبر 1931، التقي رئيس الاستقلال الهندي المهاتما غاندي، ماريا مونتيسوري في لندن. كان غاندي مهتمًا في ذلك الوقت في بناء دولة مستقلة والذي قد تساعد فيه طريقة مونتيسوري التعليمية. لترتبط (تبعًا لهذا الاهتمام) طريقة مونتيسوري بحركة الاستقلال الهندية. أُنشئت في وقتٍ لاحق مدارس مونتيسوري النخبوية الخاصة. وفي خمسينيات القرن العشرين، افتتحت بعض مدارس مونتيسوري لاستقبال أطفال الأسر ذات المستوى الاجتماعي والاقتصادي الأدنى؛ وهذا المنحنى هو المستمر في العمل لليوم، مع المؤسسات والمدراس الممولة حكوميًا.
كييفت طريقة مونتيسوري لتناسب التعليم المسيحي من قبل صوفيا كافاليتي وجيانا جوبي، في كتاب (تعليم الراعي الصالح).

## منهجيَّة التعليم

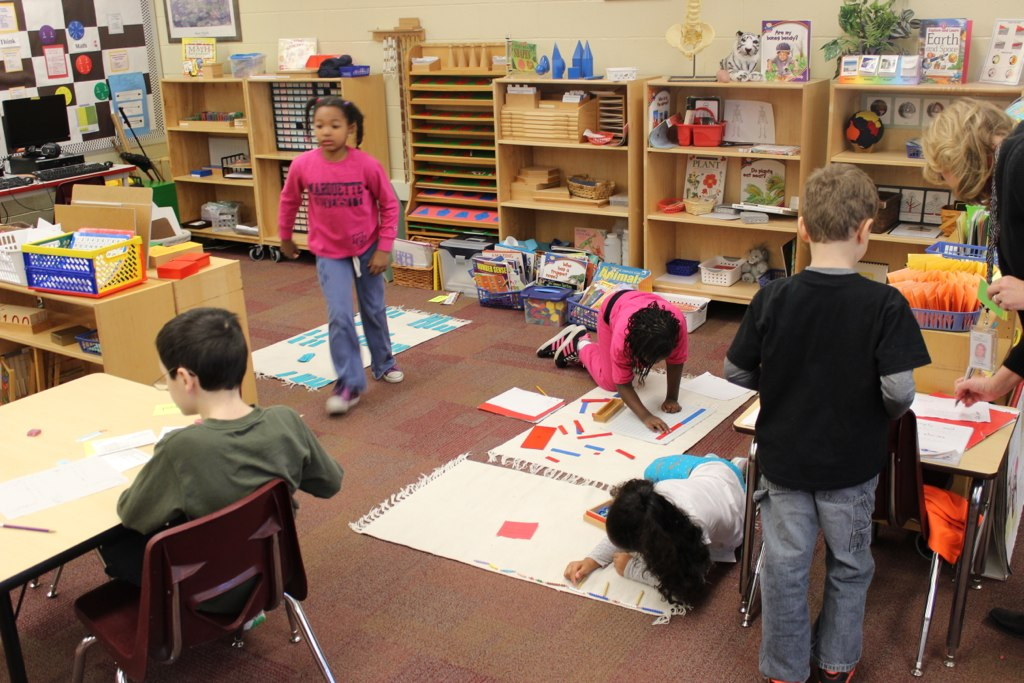
A صف مدرسي بنظام مونتيسوري في الولايات المتحدة

يرتكز تعليم مونتيسوري على نموذج التطوير البشري. يعمل هذا النظام التعليمي وفقًا لمعتقدين ثابتين، حيث يؤكد المعتقد الأول: على أن البناء النفسي الذاتي في الأطفال واليافعين يتم من خلال التفاعلات البيئية، ويؤكد الثاني: على أن الأطفال(ممن تحت السن السادسة على وجه الخصوص) لديهم مسار فطري للتطور النفسي. واستنادًا على ملاحظاتها؛ وضحت مونتيسوري بأن كل طفل يترك له حرية الاختيار والتصرف داخل بيئة معدة بما يتناسب مع نموذجها، سيحقق بهذا التطور الأمثل له وبشكل تلقائي.
تتواجد الكثير من الأساليب تحت مسمى (مونتيسوري) لكنَّ جمعية مونتيسوري الدولية (AMI)، وجمعية مونتيسوري الأمريكية (AMS)، تعتمد هذه الميزات وتعتبرها أساسية:
- فصول دراسية مختلطة الأعمار: الفصول الدراسية للأطفال بين 2+1⁄2 أو الـ3 إلى الـ6 سنوات هي الأكثر شيوعًا على النحو البعيد، وفي الوقت ذاته، تتوفر فصول أخرى تجمع الأعمار بين الـ0–3, 3–6, 6–9, 9–12, 12–15، و الأعمار بين الـ15–18.
- يقوم الطالب باختيار نشاطه المفضل، ضمن مجموعة محددة من الأنشطة الاختيارية.
- يواصل الطلاب العمل في فترات متواصلة، والوقت الأمثل هو ثلاث ساعات من العمل المستمر.
- نموذج بنائي أو (اكتشافي)، يتعلم فيه الطلاب المفاهيم من العمل بالمواد بدلًا من التعليم المباشر.
- غالبًا ما تكون المواد التعليمية المتخصصة مصنوعة من مواد طبيعية وجمالية مثل الخشب بدلًا عن البلاستيك.
- البيئة التعليمية مهيأة بدقة بما يتناسب مع فكرة كل مجال، ويتمكن الطفل فيها من الوصول إلى المواد بسهولة وأحجام كل مادة موضوعة مناسبة لعمره.
- الحرية، بحدود.
- مدرس مدرب، ومتمرس في مراقبة خصائص كل الطفل وميوله ومواهبه الفطرية وقدراته.
- لا تُمنح مكافآت خارجية (عن بيئة التعلم)، مثل الدرجات أو الملصقات، والتي تعطى لإلهام الأطفال لـ التعلم أو لـ التصرف بشكل جيد.

يتضمن تعليم مونتيسوري نشاطًا حرًا داخل البيئة المعدة؛ أي بيئة تعليمية مصممة وفقًا للخصائص البشرية الأساسية، والخصائص المحددة للأطفال في مختلف الأعمار، والشخصيات الفردية لكل طفل. وظيفة البيئة التعليمية تتمثل في مساعدة الطفل، وتمكينه من تنمية استقلاليته في جميع المجالات وفقًا لتوجيهاته النفسية الداخلية. إضافة إلى توفير البيئة للمواد المناسبة للطفل وسهولة الوصل إليها، فمن الواجب أيضًا أن تتميز البيئة التعليمية بالخصائص التالية:
- الترتيب البيئي بشكل ييسر الحركة والنشاط.
- الجمال، والتناسق، والنظافة البيئية.
- البناء بما يتناسب مع الطفل واحتياجاته.
- الحد من المواد، بحيث لا يتم تضمين سوى المواد التي تدعم نمو الطفل.
- النظام
- توفر الطبيعة داخل الفصل الدراسي وخارجه.
- توضع مواد العمل في الفصول الدراسية على أرفف مفتوحة ويمكن للأطفال الوصول إليها بحرية.

## الممارسات التعليمية

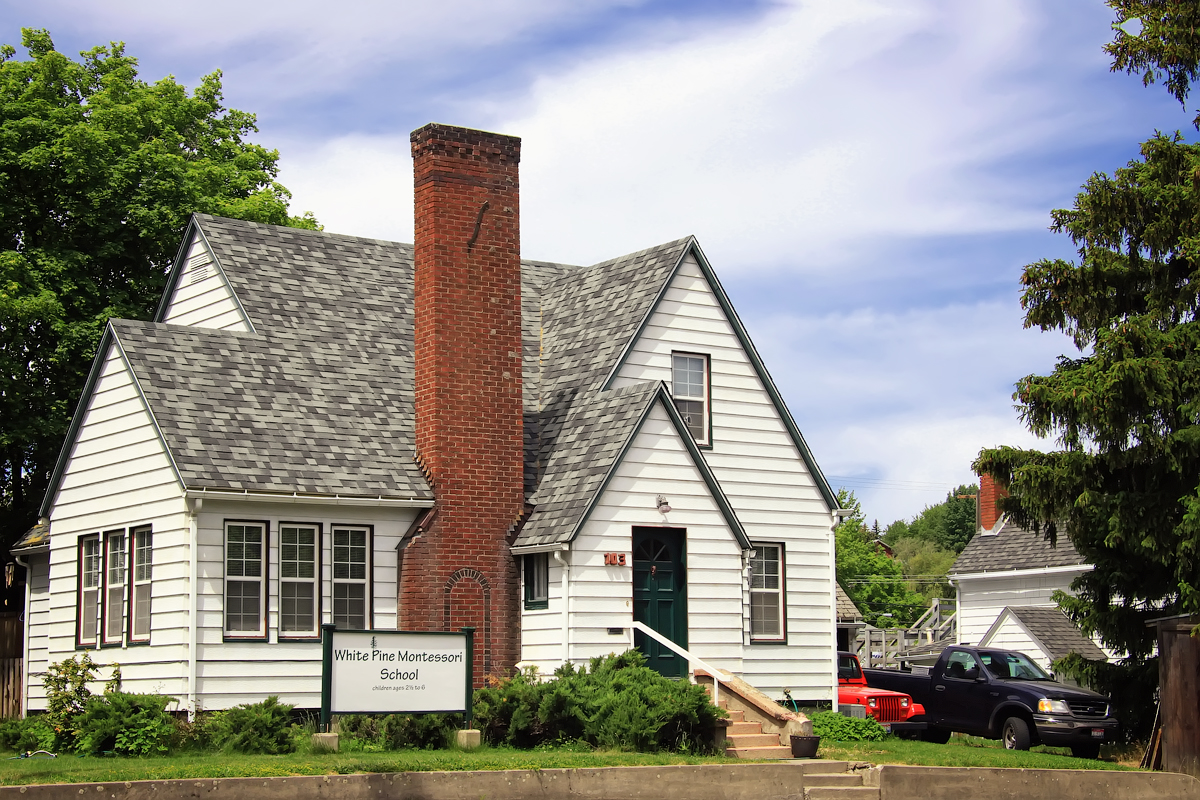
مدرسة وايت باين مونتيسوري التعليمية، موسكو (أيداهو)، الولايات المتحدة.

### الخطط التعليمية للرضع والأطفال الصغار
تنقسم منهجية التعليم على طريقة مونتيسوري لمن هم تحت السِن الثالثة لعدة طرائق، وتخضع كل طريقة متبعة لمسميات معدودة. فعلى سبيل المثال، يقوم النيدو ( وهي كلمة في الإيطالية تعني العش)، برعاية مجموعة من الأطفال الرضع من عمر شهران حتى الأربعة عشر شهرًا، وقد تشمل الرعاية الأطفال المعتمدين على أنفسهم بالمشي. والمصطلح الآخر هو (مجتمع الطفل الناشئ) والتي تخدم الأطفال من عمر السنة والنصف حتى السنتان أو الثلاث سنوات. تركز كلتا البيئتين على الأنشطة والألعاب التي تتناسب مع حجم الأطفال وقدراتهم، والتي تشجع حركتهم ، وأيضًا تلك التي تنشط صوت الاستقلال لديهم. من الأمور الأخرى التي يركز عليها أسلوب مونتيسوري للأطفال، هو استخدام الطفل للمرحاض بنفسه. كما تقوم بعض المدارس المُتبعة لمنهجية مونتيسوري خدمة (الآباء والرضع)، والتي تسمح للآباء المساهمة بمساعدة أطفالهم الرضع.

### أطفال الروضة وما قبل التسجيل الدراسي

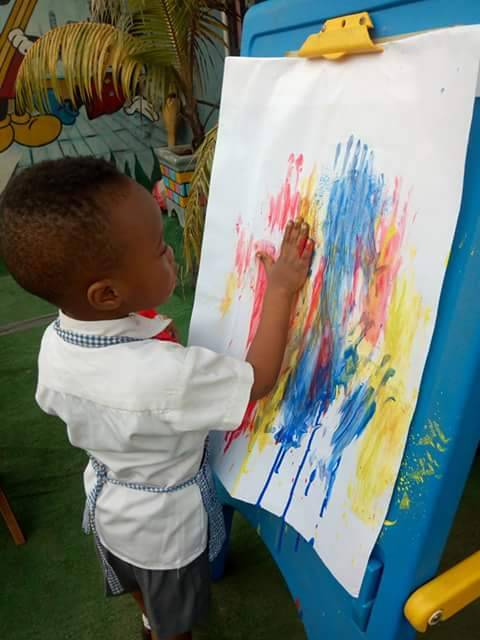
الرسم اليدوي في مدرسة مونتيسوري نيجيريا

تسمى الفصول التعليمية للأطفال بعمر السنتان أو الثلاث إلى الست سنوات بمنازل الأطفال؛ يعود سبب التسمية لأول مدرسة لمونتييسوري في إيطاليا 1906، والتي كانت تحت مسمى منزل الأطفال (Casa dei Bambini). الفصل النموذجي يخدم في الغالب من عشرين لـثلاثين طفل في الصف الواحد، مع مرعاة دمج أعمار مختلفة في كل صف. يتواجد في الصف معلم رئيسي ومساعدون مدرَبون بشكل كامل. وتكون الفصول الدراسية مجهزة بطاولات، وكراسي بحجم يناسب الأطفال مرتبة بشكل فردي أو في مجموعات صغيرة، وترتب المواد التعليمية على الرفوف بارتفاع الطفل في الغرفة. يقدم المعلم في بداية الأمر أنشطة مختلفة للأطفال، ليقوم الطفل لاحقًا باختيار النشاط بحرية والتي قد تزداد أو تقل (إقبالًا على كل نشاط) وبحسب اهتمام كل طفل. يتمثل دور المعلم في هذا النوع من التعليم بتوجيه الطلاب، واعطائهم حرية الاستشارات الفردية، فلكل طفل مسار خاص به في التعلم. تتضمن الفصول الدراسية غالبًا أنشطة تحفز الطلاب على المساهمات العملية، مثل السكب، والتفريغ باستخدام الملعقة، والغسيل، وتنظيف الطاولات، والكنس. تتوفر إضافة لذلك أنشطة لتنمية الحواس، ومواد رياضية، ومواد لغوية، وموسيقى، وفنون، ومواد تثقيفية، بما في ذلك أنشطة تعتمد على العلوم، ک أنشطة الغرق والطفو، والمغناطيسية واللامغناطيسية، والشمعة والهواء.
تعتمد الأنشطة في منازل الأطفال عادةً على مواد عملية، وملموسة لتعليم المفاهيم. على سبيل المثال، لتعليم الكتابة، يستخدم الطلاب حروف ورق الصنفرة. وهي حروف تُنشَئ من قص أشكال الحروف من ورق الصنفرة وتوضع على كتل خشبية. ثمَّ يتتبع الأطفال هذه الحروف بأصابعهم لمعرفة شكل وصوت كل حرف. ومن الأمثلة الأخرى استخدام سلاسل الخرز لتعليم مفاهيم الرياضيات، وخاصة الضرب. بالنسبة لمضاعفات 10، تستخدم حبة واحدة لتمثل وحدة واحدة، وشريط من عشر حبات يتم تجميعها معًا لتمثل 1×10، وشكل مسطح يتم إنشاؤه عن طريق تركيب 10 من القضبان معًا لتمثل 10×10، ومكعب يتم إنشاؤه عن طريق تركيب 10 من الشقق معًا لتمثل 10×10×10. تساعد هذه المواد في بناء فهم ملموس للمفاهيم الأساسية والتي ستساعد بتسهيل فهم الكثير من المعلومات في السنوات اللاحقة.
أحد أهم ميزات هذه المدرسة هي أن كل طفل يُنظر إليه كمتعلم فردي. والأمر الذي سيجعله يسعى بشكل طبيعي إلى التفوق ملاحظته أن نقاط قوته وضعفه واهتماماته تُفهَم وتؤخذ في الإعتبار.

### الفصول الدراسية الابتدائية
تخدم الفصول الدراسية في المدارس الابتدائية عادةً مجموعات متنوعة من الأطفال الذين تتراوح أعمارهم بين 6 إلى 9 سنوات ومن 9 إلى 12 عامًا، كما تتواجد مجموعات تتراوح أعمارهم بين 6 إلى 12 عامًا. تُقدَّم الدروس عادةً لمجموعات صغيرة من الأطفال، وهم بعد ذلك أحرارًا في متابعة العمل المستقل الخاص بهم وفقًا لاهتماماتهم ومسؤولياتهم الشخصية. يقدم معلمو مونتيسوري دروسًا متعددة التخصصات تتناول مواضيع من علم الأحياء والتاريخ واللاهوت، يطلقون عليها (الدروس الأعظم) تُقدَّم هذه الدروس عادةً مع بداية الفصل الدراسي؛ لأن محتواها يمثل أساس التعليم حسب مونتسوري، كما أنها تقدم لهم الإلهام وتفتح لهم الأبواب للبحث في مجالات مختلفة طوال العام.
تتضمن الدروس البحث في اللغة، والرياضيات، والتاريخ، والعلوم، والفنون وما إلى ذلك..،. تعد واجبات استكشاف وإيجاد المصادر خارج الفصل الدراسي جزءًا لا يتجزأ من التعليم. تبَنت مونتيسوري مصطلح (التعليم الكوني) للإشارة إلى النطاق العالمي للدروس المقدمة، وللتركيز على فكرتها في أن التعليم يجب أن يساعد الأطفال على إدراك الدور البشري في الأداء المترابط للكون.
تتميز مدارس مونتيسوري بمرونتها تعليميًا قياسًا بالمدارس التقليدية. ففي المدارس التقليدية، يجلس الطلاب على الطاولات أو الكراسي لأداء أعمالهم. وفي مدارس مونتيسوري، يتمكن الطفل من تحديد المكان الذي يرغب العمل فيه، سواء كان ذلك على الطاولة أو على الأرض. ويتعين على الطفل الذهاب إلى المكان الذي يشعر فيه براحة أكبر. ويتم وضع أي شيء قد يحتاجه الطفل أثناء تجربة التعلم على رف يمكن للطالب الوصول إليه بسهولة. وهذا لا يعزز تعلمه فحسب، بل ويعزز استقلاليته أيضًا لأنه لا يحتاج إلى طلب المساعدة كثيرًا. وتتمتع فصول مونتيسوري بنطاق عمري بحيث يمكن للطلاب الأصغر سنًا أن يتطلعوا إلى الطلاب الأكبر سنًا ويمكن للطلاب الأكبر سنًا مساعدة الطلاب الأصغر سنًا حسب الحاجة. وهذا يمنح جميع الفئات العمرية فرصة للتعلم من بعضهم البعض.

### مدارس المتوسطة والثانوية
إن تعليم مونتيسوري لهذا المستوى أقل تطوراً من البرامج المخصصة للأطفال الأصغر سناً. ولم تنشئ مونتيسوري برنامجاً لتدريب المعلمين أو خطة مفصلة لتعليم المراهقين في حياتها. ومع ذلك، فقد قامت عدد من المدارس بتوسيع برامجها للأطفال الأصغر سناً لتشمل مستويات المدارس المتوسطة والثانوية. بالإضافة لقيام العديد من منظمات مونتيسوري بتطوير دورات تدريبية أو توجيهية للمعلمين، وظهر إجماع عام بشأن خطة الدراسة. كتبت مونتيسوري أن «الإصلاح الأساسي لخطتنا من وجهة النظر هذه (مونتيسوري التعليمية لليافعين) يمكن تعريفه بما يتناسب مع الآتي: خلال فترة المراهقة المعقدة، من النافع للمراهق ترك البيئة المعتادة للأسرة في المدينة والذهاب إلى محيط هادئ في الريف، بالقرب من الطبيعة.»

### التكنولوجية الرقمية
مع تطور أجهزة شاشات اللمس المحمولة، تم تحويل بعض أنشطة مونتيسوري إلى تطبيقات محمولة. تعرضت هذه التطبيقات المحمولة لانتقادات بسبب قلة التفاعل المادي مع المواد.
ورغم أن أغلب مدارس مونتيسوري لا تدعم هذه التكنولوجيا، الا أنها تتضمن تكنولوجيات جديدة بغرض إعداد الطلاب لاستخدامها في المستقبل. ومن الناحية المثالية، لا تُستخدم التكنولوجيا الرقمية بنفس الطريقة التي تُستخدم بها في أغلب الفصول الدراسية المعاصرة الأخرى. بل تُستخدم بدلاً من ذلك لـ(طرق ذات غاية)، وليس فقط لاستبدال (أنشطة العالم الحقيقي بأنشطة عالية التقنية).
لا تُستخدم الأجهزة عادةً عند تدريس الطلاب. فعندما يكون لدى الطلاب تساؤل حول شيء ما، فإنهم بداية، سيحاولون حله بأنفسهم بدلاً من اللجوء إلى جهاز لمحاولة معرفة الإجابة. وعندما يستخدم الطالب جهازًا، يتوقع المعلم منه استخدامه بطريقة مفيدة. الشرط في استخدام التكنولوجيا في تعليم مونتيسوري هو وجود غرض محدد. لذا فقبل استخدام الجهاز، يجب على الطالب أن يسأل نفسه عما إذا كان استخدام هذا الجهاز هو (أفضل طريقة) أم أنه (الطريقة الوحيدة) للقيام بمهمة معينة. إذا كانت الإجابة بنعم على كلا السؤالين، فسيُعتبر ذلك استخدامًا للتكنولوجيا بطريقة مفيدة.

## نظرية مونتيسوري

### في الطب النفسي
لاحظت مونتيسوري تواجد عناصر معينة في علم النفس البشري، والتي حددها ابنها وزميلها ماريو مونتيسوري عام 1957 معرفا إياها (توجهات بشرية). هناك القليل من الجدل حول القائمة الدقيقة، لكن هذه العناصر منها حُددَت بوضوح:
- التجريد
- الفعالية
- التواصل
- الاتقان
- التلاعب (البيئي)
- الطلب
- التوجيه
- التكرار
- الكمال الذاتي
- العمل( النشاط الهادف)

### المستويات الإنمائية
لاحظت مونتيسوري أربع فترات أو (مستويات) مميزة في التطور البشري. تمتد من الولادة إلى 6 سنوات، ومن 6 إلى 12، ومن 12 إلى 18، ومن 18 إلى 24 عام. لمست مونتيسوري وجود خصائص مختلفة، وأساليب تعلم، ومتطلبات تنموية تنشط في كل من هذه المستويات، ودعت إلى مناهج تعليمية محددة لكل فترة.
يمتد المستوى الإنمائي الأول من الولادة إلى سن السادسة تقريبًا. وخلال هذه الفترة، لاحظت مونتيسوري أن الطفل يمر بتطور جسدي ونفسي مذهل. ويُنظر إلى الطفل في المرحلة الأولى على أنه مستكشف ومتعلم بالشكلين الملموس والحسي ويشارك في العمل التنموي المتمثل في البناء النفسي الذاتي وبناء الاستقلال الوظيفي. وقد قدمت مونتيسوري عدة مفاهيم لشرح هذا العمل، بما في ذلك العقل الممتص، والفترات الحساسة، والتطبيع.

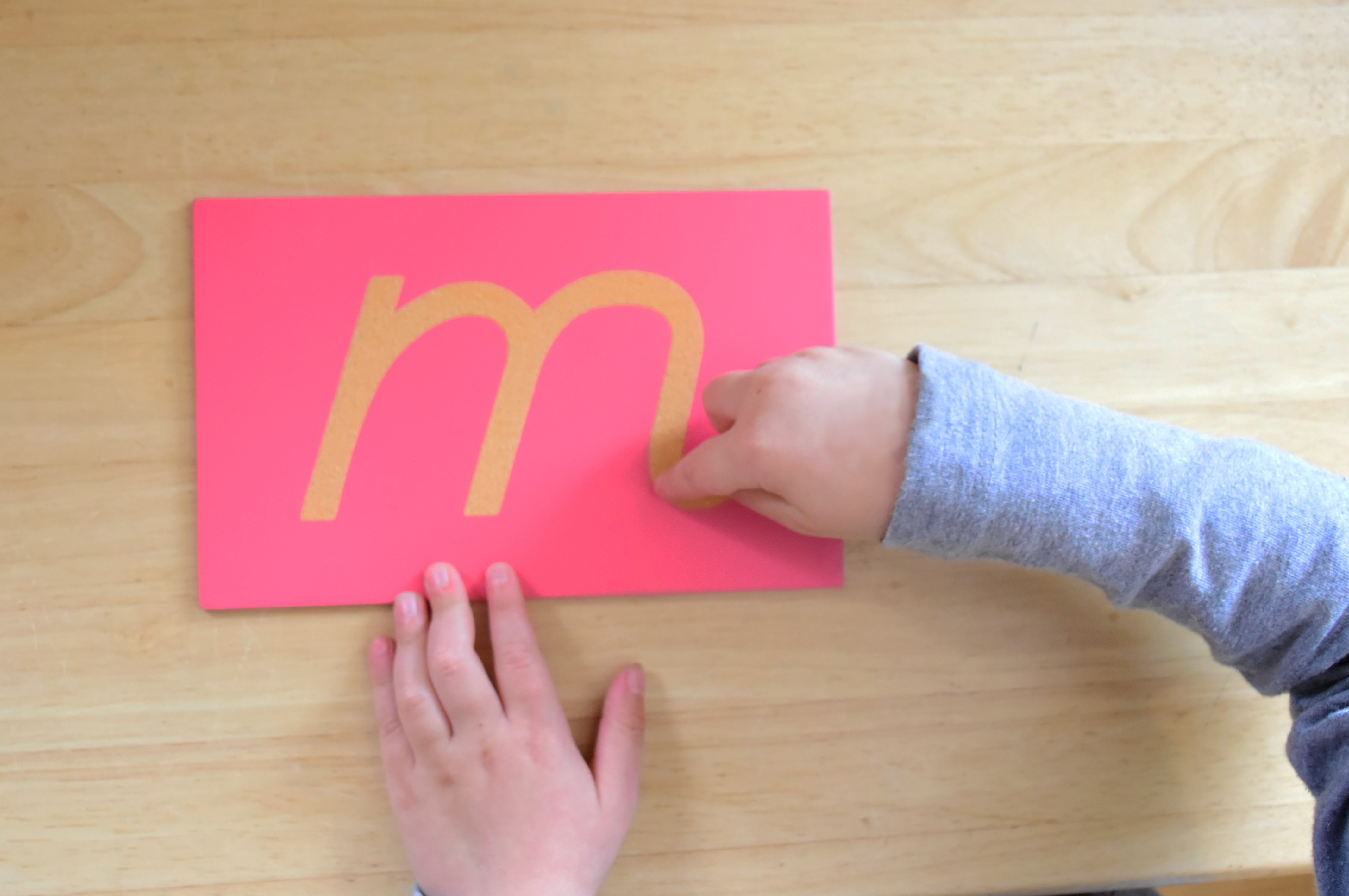
صممت المواد التعليمية مثل حروف الصنفرة؛ لتنشيط حواس الأطفال الصغار أثناء التعلم.

وصفت مونتيسوري سلوك الطفل الصغير في استيعاب المحفزات الحسية لبيئته دون عناء، بما في ذلك اكتسابه التلقائي المعلومات من الحواس واللغة والثقافة وتطور المفاهيم بمصطلح (العقل الممتص) وهي قدرة عقل الطفل من التعلم السريع. كانت مونتسوري تعتقد أن هذه القدرة هي قوة فريدة من نوعها للمستوى الأول، وأنها تتلاشى مع اقتراب الطفل من سن السادسة. لاحظت مونتيسوري واكتشفت أيضًا فترات من الحساسية الخاصة لمحفزات معينة خلال هذا الوقت والتي أطلقت عليها (الفترات الحساسة). في تعليم مونتيسوري، تستجيب بيئة الفصل الدراسي لهذه الفترات من خلال توفير المواد والأنشطة المناسبة أثناء نشاط الفترات لدى كل طفل صغير على حدة. حددت الفترات التالية ومدتها:
- السلوك الإجتماعي: من 2+1⁄2 إلى 4 سنوات
- الصقل الحسي: من الولادة إلى 4 سنوات
- الطلب: من 1 إلى 3 سنوات
- الاهتمام بالأشياء الصغيرة: من 18 شهرًا إلى 3 سنوات
- اكتساب اللغة: من الولادة إلى 6 سنوات

وأخيرًا، لاحظت مونتيسوري أن الأطفال من سن ثلاث إلى ست سنوات لديهم حالة نفسية عرّفتها بالـ(تطبيع). ينشأ التطبيع من تكثيف النشاط الذي يخدم الاحتياجات التنموية للطفل، ومن خصائص العناية بالتطبيع هي زيادة قدرة الطفل على التركيز إضافة إلى (انضباطه التلقائي، وعمله بشكل متواصل وسعيد، وتنمية مشاعره الإجتماعية مثل المساعدة والتعاطف مع الآخرين).
المرحلة الثانية، تمتد المرحلة الثانية من التطور من سن السادسة إلى الثانية عشرة. وخلال هذه الفترة، لاحظت مونتيسوري التغيرات الجسدية والنفسية لدى الأطفال، وطورت بيئة صفية ودروسًا ومواد استجابة لهذه الخصائص الجديدة. وعلى المستوى الجسدي، لاحظت فقدان أسنان الأطفال اللبنية وطول الساقين والجذع في بداية هذه المرحلة، ثم فترة من النمو المنتظم بعد ذلك. وعلى المستوى النفسي، لاحظت (غريزة القطيع)، أو الميل إلى العمل والتواصل الإجتماعي في مجموعات، فضلاً عن قوى العقل والخيال. وعلى المستوى التنموي، اعتقدت أن عمل الطفل التنموي في المستوى الثاني هو تكوين الاستقلال الفكري والحس الأخلاقي والتنظيم الإجتماعي.
المرحلة الثالثة، تمتد هذه المرحلة من التطور من حوالي اثني عشر عامًا إلى حوالي ثمانية عشر عامًا، وتشمل فترة المراهقة. أشارات مونتيسوري في المرحلة الثالثة على التغيرات الجسدية التي تحدث في سن البلوغ والمراهقة، وأيضًا التغيرات النفسية في هذه المرحلة. وأكدت على عدم الاستقرار النفسي وصعوبات التركيز في هذا العمر، فضلاً عن تطور الميول الإبداعية فيهم، و(شعورهم باستحقاق العدالة والكرامة الشخصية). استخدمت مصطلح (التثمين) لوصف دوافع المراهقين في إيجاد قيمتهم من الخارج. من الناحية التنموية، اعتقدت مونتيسوري أن عمل طفل التنموي في المرحلة الثالثة هو بناء الذات البالغة في المجتمع.
تمتد المرحلة الرابعة من التطور من سن الثامنة عشرة إلى سن الرابعة والعشرون. ولم تكتب مونتيسوري إلا القليل نسبيًا عن هذه الفترة ولم تضع برنامجًا تعليميًا لهذه الأعمار. تصورت مونتسوري بأن الشباب البالغين الذين أعدتهم تجاربهم في تعليم مونتيسوري (في المستويات الأدنى) على استعداد لاحتضان دراسة الثقافة والعلوم بشكل كامل، وبإمكانكم التأثير على الحضارة وقيادتها. وكانت تعتقد أن الإستقلال الإقتصادي بأسلوب العمل مقابل المال أمر بالغ الأهمية لهذه الفترة، وشعرت أن الحد التعسفي لعدد سنوات الدراسة على مستوى الجامعة غير ضروري، لأن الشخص يمكنه الاستمرار في تعلم الثقافة طوال حياته.

### العلاقة بالسلام
اعتقدت مونتيسوري أن التعليم يلعب دورًا مهمًا في تحقيق السلام العالمي، حيث ذكرت في كتابها الصادر عام 1936 بعنوان (التعليم والسلام) أن «منع الصراعات هو عمل السياسة؛ أما إرساء السلام فهو عمل التعليم.» شعرت مونتيسوري أن السماح للأطفال بالتطور وفقًا (لقوانينهم الداخلية في التطور) من شأنه أن يؤدي إلى حضارة أكثر سلمية واستدامة. ومنذ ثلاثينيات القرن العشرين وحتى نهاية حياتها، ألقت عددًا من المحاضرات والخطابات حول هذا الموضوع.

## دراسات
كانت هناك محاولات من قبل الباحثين لتقييم فعالية تعليم مونتيسوري لـ وجود ما يقدر بنحو 60 ألف مدرسة على خطى هذا التعليم في مختلف أنحاء العالم. وتضمنت نتائج هذه الدراسات تقييمات مختلطة، حيث توجد قضيتان رئيسيتان في معظم الدراسات التي تبحث في فعالية الطريقة. القضية الأولى هي التحكم في المتغيرات في الفصل الدراسي المباشر بينما الثانية هي تحديد مدى تأثير الطريقة مقابل وجود عوامل أخرى مثل الوضع الاجتماعي والاقتصادي.

### دليل إيجابي على الفعالية
في دراسة أجريت عام 1975، وجد أن الطلاب في برنامج مونتيسوري من مرحلة ما قبل الروضة إلى الصف الثاني حصلوا على درجات أعلى نسبياً في (مقاييس ذكاء ستانفورد) مقارنة بـ أقرانهم المتعلمين في البرامج التقليدية. كما وجدت مراجعة في 1981، أن برامج مونتيسوري حققت أداءً جيدًا أو أفضل من نماذج التعليم في مرحلة الطفولة المبكرة الأخرى في مجالات معينة.
وجدت دراسة أجريت عام 2006، أن تعليم مونتيسوري -عندما ينفذ بأمانة-، يعزز المهارات الاجتماعية والأكاديمية، الإحصائية حول هذه المهارات للمتعلمين على طريقة مونتيسوري كانت مساوية أو متفوقة على تلك التي شوهدت في أنواع أخرى من المدارس. وجد أيضًا في دراسة أجريت 2007 في مدارس ميلووكي العامة أن الطلاب الذين التحقوا بمونتيسوري من سن 3 إلى 11 عامًا تفوقوا على زملائهم في المدرسة الثانوية في الرياضيات والعلوم. إضافة لما سبق، وجد تحليل تلوي في عام 2003 أن تعليم مونتيسوري كان له تأثيرات إيجابية على إنجاز الطلاب مقارنة ببرامج المدارس الشاملة الأخرى.
وجدت دراسة طولية أجريت عام 2017 أن الطلاب المعينين عشوائيًا في مدارس مونتيسوري سجلوا درجات أعلى في الاختبارات الأكاديمية من أقرانهم المعينين في المدارس العامة التقليدية.
وجد في دراسة أجريت عام 2021 أن البالغين الذين التحقوا بمدارس مونتيسوري لمدة عامين على الأقل سجلوا درجات أعلى بشكل ملحوظ في مقاييس الرفاهية العامة والمشاركة والثقة الاجتماعية والثقة بالنفس مقارنة بمن التحقوا بالمدارس التقليدية. ارتبطت هذه الفوائد بسمات مونتيسوري الرئيسية مثل تقرير المصير والأنشطة الهادفة والاستقرار الاجتماعي. في حين تشير النتائج إلى أن تعليم مونتيسوري قد يعزز رفاهية البالغين، يلاحظ المؤلفون أن العوامل غير المقاسة، مثل تأثير الوالدين، يمكن أن تلعب دورًا أيضًا.

### أدلة متباينة أو مشروطة على الفعالية
ضمت مراجعة أجريت عام 2017 دعمًا كبيرًا لممارسات مونتيسوري في محو الأمية القائم على الصوتيات والرياضيات القائمة على الحواس على سبيل المثال، لكنها خلصت إلى أن التأثيرات كانت أقوى عندما التزمت برامج مونتيسوري بالطريقة الأصلية، على عكس الإصدارات الحديثة المعدلة. أكد كتاب صدر في نفس العام على أهمية الالتزام بالنموذج التقليدي لتحقيق نتائج أفضل.
في عام 2012، أظهرت دراسة أن الأطفال في برامج (مونتيسوري الكلاسيكية)، حيث يتعرض الطلاب بشكل أكبر لمواد مونتيسوري، حققوا أداءً أفضل من الأطفال في (مونتيسوري المكملة) أو الفصول الدراسية التقليدية.
في عام 2020، وجدت دراسة أجريت على 195 مدرسة حكومية تتبع نظام مونتيسوري في 10 ولايات أمريكية أن طلاب مونتيسوري حصلوا على درجات أقل من أقرانهم في المنطقة في مادة الرياضيات في الصف الثالث، لكنهم حققوا نتائج أفضل في اللغة الإنجليزية في الصفين الثالث والثامن. حقق الطلاب السود المحرومون اقتصاديًا في مدارس مونتيسوري معدلات كفاءة أعلى من أقرانهم في مدارس المنطقة، وكانت فجوات الإنجاز بين السود والبيض في مدارس مونتيسوري أصغر.

### دليل انتقادي على الفعالية
لم تجد الدراسة التي أجريت عام 2005 على مدرسة مونتيسوري المغناطيسية العامة في بوفالو (نيويورك)، أية دليل على أن التسجيل في مونتيسوري قد أدى إلى تحسين الإنجاز الأكاديمي مقارنة بالبرامج التقليدية.

## العلامات والتمييزات التجارية
في عام 1967، حكم مكتب براءات الاختراع والعلامات التجارية الأمريكي بأن «مصطلح (مونتيسوري) له أهمية عامة و/أو وصفية» ووفقًا للعديد من دعاة مونتيسوري، فإن عدم وجود حماية للعلامة التجارية أدى إلى مفاهيم خاطئة عامة حول الطريقة بسبب استخدام بعض المدارس للمصطلح دون الالتزام بمبادئ مونتيسوري.
في الفلبين، علق مسؤولون من وزارة التعليم على سوء استخدام مصطلح (مونتيسوري) وكذلك (المدارس الدولية) في يونيو 1997، أصدرت الحكومة الأمر رقم 65 للسماح للمدارس باستخدام مصطلح (مونتيسوري) فقط إذا كانت تلبي متطلبات معينة.